# 香椎球場
香椎球場（かしいきゅうじょう）は、福岡県福岡市東区香住ヶ丘にあった野球場。のちに「かしいかえん」の敷地と駐車場の一部になっていた。

## 概要
1939年に博多湾鉄道汽船に香椎チューリップ園（現在のかしいかえん）とともに開場。その後博多湾鉄道汽船は1942年に西日本鉄道に合併され、同時に二つの施設は西鉄の所有物となる（西日本鉄道公式には、同年3月15日を開場日としている）。
戦後は芋畑として使用されていたが、進駐軍の協力を得て1947年に野球場として再整備された。1948年の国体の際に軟式野球の会場として使われ、西鉄ライオンズの二軍施設となった。また一軍の公式戦も中部日本軍が1946年に1試合、南海ホークスが1946年と1949年に1試合ずつ、西鉄クリッパースが1950年に2試合と計5回開催されている。
同施設からは稲尾和久・中西太・豊田泰光をはじめとする名選手が輩出されたが、稲尾いわく「一軍に比べて（ボールの質、おかずの数などの）待遇がぐんと落ち、二度と（香椎の）合宿所に戻りたくないと思った」（稲尾和久著「神様・仏様・稲尾様」より要約）と言わしめた施設であった。
その後西鉄は太平洋クラブに球団を身売り太平洋クラブ・ライオンズに改称（1977年にクラウンライター・ライオンズに再改称）したものの、球団が福岡を離れる1970年代後半まで、二軍の球場として使用された後、施設は、百道浜（同市早良区）に移され、香椎球場は廃止された。
その後、スタンドの一部がかしいかえんの築堤として利用されていた（草生してはいるが、足元を見ると階段の跡が残っているなど）。

## プロ野球公式戦開催実績
前述のように5試合を開催。内訳は1リーグ時代3試合、パ・リーグ2試合。
- 1946年8月17日 中部日本軍 4-5 ゴールドスター、近畿グレートリング 3-2 阪急軍（変則ダブルヘッダー）
  - 福岡県で初めて開催されたプロ野球公式戦。
- 1949年8月14日 南海ホークス 10-12 阪急ブレーブス
- 1950年8月16日 西鉄クリッパース 2-4 東急フライヤーズ
- 1950年11月3日 西鉄クリッパース 2-7 大映スターズ

## エピソード
- 上記の廃止理由は老朽化の他、グラウンドの奥行きの狭さ（中堅110m、両翼85m）、膨らみのなさであった。
- ホームベースは現在の東区体育館・福岡県立香住丘高等学校に向かい合うようにして設置されていた。
- 二軍の練習終了後、近隣の高校の野球部が練習で使用していたことがあった。
- 1954年2月に訪日したジョー・ディマジオがセントラル・リーグの招きで福岡を訪れた際、香椎球場でプロ野球選手に直接指導をおこなった[1]（指導を受けた一人に河野昭修がいる[1]）。このとき、新婚旅行の名目で一緒に訪れた当時の妻のマリリン・モンローは当球場近くにある西戸崎の米陸軍基地で軍人の慰問に訪れていた。
- 1972年7月24日に開催されたフォークイベント（「フォーク大集合福岡夏祭」[2]または「ふくおか・フォーク夏祭り」[3]）の会場となった（出演：井上陽水、海援隊、サンハウス ゲスト：泉谷しげる）[3]。海援隊はこのイベントでゲストの泉谷から誘われ、上京することになった[2]。